# 공도

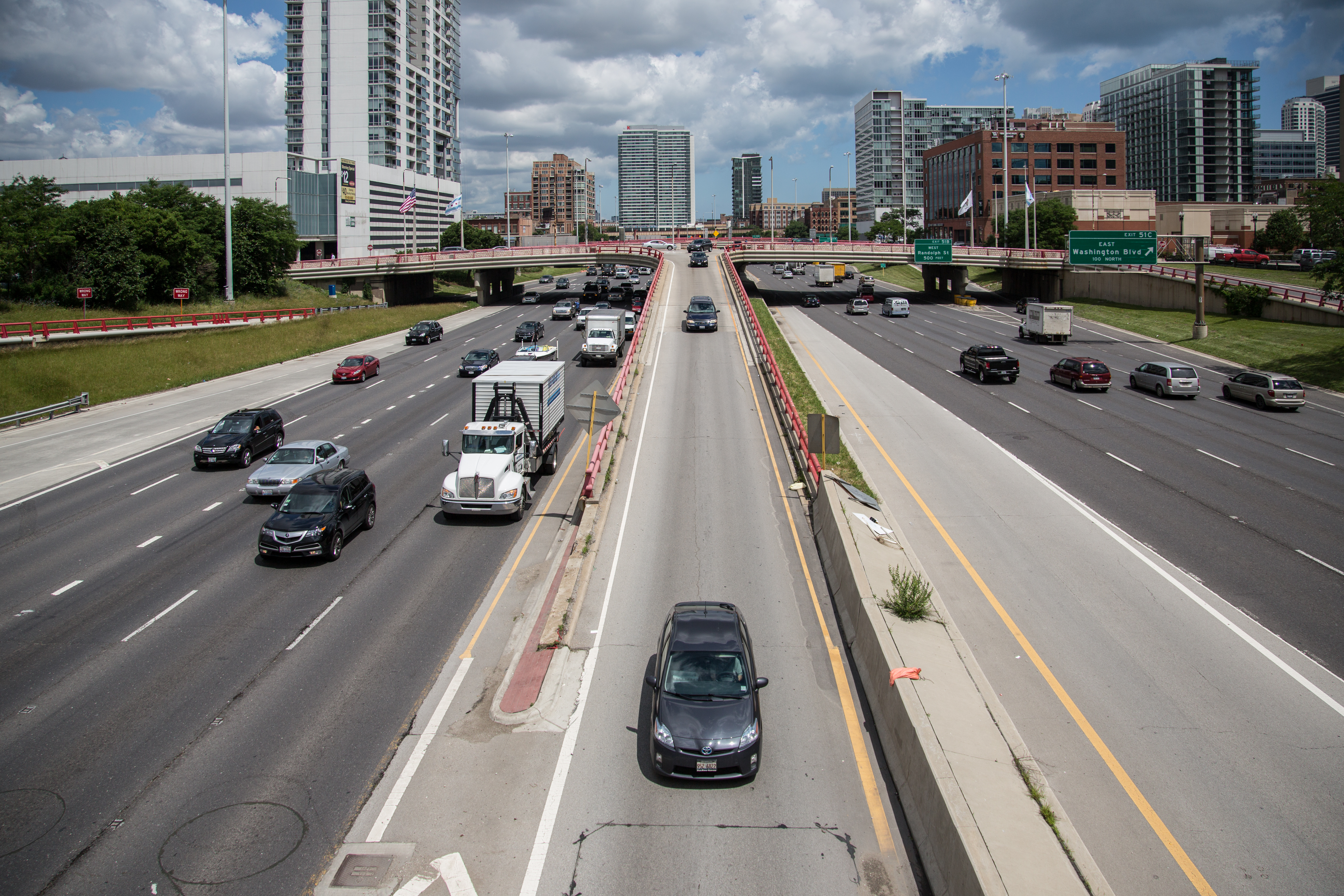
이것은 미국 시카고의 주간 고속도로이다.

공도(公道, 영어: highway)는 공공 도로나 개인 도로를 말한다. 주요 도로에 사용되지만, 다른 공공 도로와 공공 선로도 포함한다. 미국의 일부 지역에서는 "highway"란 단어는 고속도로와 동등한 용어 또는 아우토반, 오토루트 등의 번역으로 사용된다.
공도(公道)의 반대되는 단어는 사도(私道)이다.

## 같이 보기
- 고속도로
- 기반 시설
- 공원도로
- 순환선
- 도로
- 분기점
- 유료도로